# The Innocents (serie de televisión)
The Innocents (estilizada como The Innøcents) es una serie de televisión sobrenatural británica creada por Hania Elkington y Simon Duric. La serie se estrenó el 24 de agosto de 2018 en Netflix.

## Sinopsis
The Innocents gira en torno a los adolescentes Harry (Polk) y June (McDaniel). Cuando la pareja huye de su familia represiva para estar juntos, se ven envueltos en un extraordinario viaje de autodescubrimiento que hace descarrilar su inocente sueño. Los secretos que mantienen sus respectivos padres ponen a prueba su amor hasta el punto de ruptura, y el don extraordinario que poseen desata fuerzas poderosas con la intención de dividirlos para siempre.

## Elenco y personajes

### Principales
- Sorcha Groundsell como June McDaniel
- Percelle Ascott como Harry Polk
- Sam Hazeldine como John McDaniel
- Nadine Marshall como Christine Polk
- Jóhannes Haukur Jóhannesson como Steinar
- Laura Birn como Elena Askelaand
- Ingunn Beate Øyen como Runa Gundersen
- Arthur Hughes como Ryan McDaniel
- Guy Pearce como Bendik «Ben» Halvorson

### Recurrentes
- Jason Done como Doug Squirries
- Lise Risom Olsen como Sigrid
- Philip Wright como Lewis Polk
- Abigail Hardingham como Kam
- Trond Fausa como Alf
- Andrew Koji como Andrew

## Episodios
| N.º (serie) | Título                                                     | Director         | Guionista(s)                                 | Emisión original     |
| --- | ---------------------------------------------------------- | ---------------- | -------------------------------------------- | -------------------- |
| 1 | «The Start of Us» «El comienzo de nuestras vidas juntos»   | Farren Blackburn | Hania Elkington                              | 24 de agosto de 2018 |
| 2 | «Keep Calm, Come to No Harm» «Tranquila, nada malo pasara» | Farren Blackburn | Simon Duric                                  | 24 de agosto de 2018 |
| 3 | «Bubblegum & Bleach» «Chicle y lejía»                      | Farren Blackburn | Hania Elkington                              | 24 de agosto de 2018 |
| John y Ryan se dirigen a Londres. A Harry y June les ofrecen un lugar donde quedarse y una forma de hacer dinero fácil en el circuito de las discos.       |                                                            |                  |                                              |                      |
| 4 | «Deborah»                                                  | Farren Blackburn | Hania Elkington                              | 24 de agosto de 2018 |
| En la próxima mutación, June descubre los límites de su poder. Alf empieza a dudar de las intenciones de Steinar. Por otra parte, Runa estalla de celos.   |                                                            |                  |                                              |                      |
| 5 | «Passionate Amateur» «Aficionado apasionado»               | Jamie Donoughue  | Simon Duric & Hania Elkington & Stacey Gregg | 24 de agosto de 2018 |
| Un vídeo viral conduce a June a una mutadora que se ofrece como mentora, pero esto genera roces con Harry. Christine, hace un sorprendente descubrimiento. |                                                            |                  |                                              |                      |
| 6 | «Not the Only Freak in Town» «Eres como yo»                | Jamie Donoughue  | Corinna Faith                                | 24 de agosto de 2018 |
| Los videos del caso de los Peninos lleva a Harry al límite. Ya en Londres, Halvorson le da una desagradable sorpresa a Steinar.                            |                                                            |                  |                                              |                      |
| 7 | «Will You Take Me Too?» «¿Me llevas contigo?»              | Farren Blackburn | Hania Elkington                              | 24 de agosto de 2018 |
| June viaja a Sanctum para saber porque la mama se fue de la casa. Harry y John dejan de lado sus diferencias para hacer un rescate.                        |                                                            |                  |                                              |                      |
| 8 | «Everything. Anything.» «Haría lo que fuera por ti»        | Farren Blackburn | Simon Duric                                  | 24 de agosto de 2018 |
| June trata de sobrellevar la ausencia de Harry, John husmea la oficina de Halvorson, y una visita sorpresa pone en marcha un fatídico enfrentamiento.      |                                                            |                  |                                              |                      |

## Producción
La serie fue anunciada por Netflix en agosto de 2017.
El 18 de abril de 2018, se confirmó que Netflix fijó el estreno de la serie para el 24 de agosto de 2018.

### Casting
El 15 de febrero de 2018, se reportó que Guy Pearce se había unido al elenco principal como Halvorson.

### Música
El 30 de abril de 2018, Carly Paradis anunció a través de su cuenta de Twitter que compondría la música de la serie.

## Lanzamiento
The Innocents estrenó simultáneamente sus 8 episodios el 24 de agosto de 2018.

### Marketing
El primer tráiler de la serie se estrenó el 18 de abril de 2018.